# Municipio de Garfield (condado de Bay)
El municipio de Garfield (en inglés: Garfield Township) es un municipio ubicado en el condado de Bay en el estado estadounidense de Míchigan. En el año 2010 tenía una población de 1743 habitantes y una densidad poblacional de 18,85 personas por km².

## Geografía
El municipio de Garfield se encuentra ubicado en las coordenadas 43°46′41″N 84°5′49″O / 43.77806, -84.09694. Según la Oficina del Censo de los Estados Unidos, el municipio tiene una superficie total de 92.44 km², de la cual 92.38 km² corresponden a tierra firme y (0.06 %) 0.06 km² es agua.

## Demografía
Según el censo de 2010, había 1743 personas residiendo en el municipio de Garfield. La densidad de población era de 18,85 hab./km². De los 1743 habitantes, el municipio de Garfield estaba compuesto por el 97,3 % blancos, el 0,23 % eran afroamericanos, el 0,98 % eran amerindios, el 0,4 % eran de otras razas y el 1,09 % eran de una mezcla de razas. Del total de la población el 2,64 % eran hispanos o latinos de cualquier raza.